# جورج إيمرسون كونكلين
جورج إيمرسون كونكلين (بالإنجليزية: George Emerson Conklin)‏ هو عسكري أمريكي، ولد في 3 يناير 1921 في Hamlin Township, McKean County, Pennsylvania ‏ في الولايات المتحدة، وتوفي في 5 أكتوبر 1942 في جوادالكانال في جزر سليمان.